# Smolonje
Smolonje su naselje u Splitsko-dalmatinskoj županiji. 

## Zemljopis
Nalaze se u Sridnjim Poljicima.

## Upravna organizacija
Gradsko su naselje grada Omiša po upravnoj organizaciji, iako su od samog naselja Omiša udaljeno nekoliko kilometara. 
Po poštanskoj organizaciji, pripadaju poštanskom uredu u Gatima.

## Stanovništvo
Većinsko i jedino autohtono stanovništvo ovog sela su Hrvati.
| broj stanovnika | 87    |       | 115   | 155   | 166   | 164   | 160   | 183   | 178   | 168   | 162   | 150   | 147   | 105   | 68    | 79    | 75    |
|                 | 1857. | 1869. | 1880. | 1890. | 1900. | 1910. | 1921. | 1931. | 1948. | 1953. | 1961. | 1971. | 1981. | 1991. | 2001. | 2011. | 2021. |